# UEFA Youth League 2020-2021
Navigation
Édition précédente Édition suivante
L'UEFA Youth League 2020-2021 est la 8e édition de l'UEFA Youth League organisée par l'UEFA. C'est une compétition de football réservée aux joueurs de moins de 19 ans. Elle oppose les équipes de moins de 19 ans des clubs professionnels qualifiés pour la Ligue des champions de l'UEFA 2020-2021, ainsi que les clubs champions des 32 championnats les mieux classés au classement UEFA en 2019.
Après un changement de format en raison de la pandémie de Covid-19 en Europe et le tirage au sort des 32e de finale, la compétition est finalement annulée le 17 février 2021 par le Comité exécutif de l'UEFA.

## Présentation

### Équipes participantes
Un total de 64 équipes issues de 37 des 55 associations affiliées à l'UEFA prennent part à la compétition. Elles sont divisées en deux voies :
- Les équipes jeunes des 32 clubs qualifiés pour la phase de groupes de la Ligue des champions 2020-2021 sont assignés à la voie de la Ligue des champions.
- Les équipes championnes des championnats jeunes des 32 associations les mieux classées au classement UEFA en 2019 sont assignés à la voie des clubs champions.

Si une équipe championne nationale est déjà assignée à la voie de la Ligue des champions, celle-ci est remplacée par le champion national de l’association suivante au classement UEFA.
| Équipes jeunes des 32 clubs qualifiés pour la phase de groupes de la Ligue des champions 2020-2021 | Équipes jeunes des 32 clubs qualifiés pour la phase de groupes de la Ligue des champions 2020-2021 | Équipes jeunes des 32 clubs qualifiés pour la phase de groupes de la Ligue des champions 2020-2021 | Équipes jeunes des 32 clubs qualifiés pour la phase de groupes de la Ligue des champions 2020-2021 |
| -------------------------------------------------------------------------------------------------- | -------------------------------------------------------------------------------------------------- | -------------------------------------------------------------------------------------------------- | -------------------------------------------------------------------------------------------------- |
| Real Madrid                                                                                        | Juventus FC                                                                                        | Paris Saint-Germain                                                                                | Chakhtar Donetsk                                                                                   |
| FC Barcelone                                                                                       | Inter Milan                                                                                        | Olympique de Marseille                                                                             | Dynamo Kiev                                                                                        |
| Atlético de Madrid                                                                                 | Atalanta Bergame Ch                                                                                | Stade rennais FC                                                                                   | Istanbul Başakşehir                                                                                |
| Séville FC                                                                                         | SS Lazio                                                                                           | Zénith Saint-Pétersbourg                                                                           | Ajax Amsterdam                                                                                     |
| Liverpool FC                                                                                       | Bayern Munich                                                                                      | Lokomotiv Moscou                                                                                   | Red Bull Salzbourg                                                                                 |
| Manchester City Ch                                                                                 | Borussia Dortmund                                                                                  | FK Krasnodar                                                                                       | Olympiakos                                                                                         |
| Manchester United                                                                                  | RB Leipzig                                                                                         | FC Porto                                                                                           | FC Midtjylland                                                                                     |
| Chelsea FC                                                                                         | Borussia Mönchengladbach                                                                           | Club Bruges KV                                                                                     | Ferencváros TC                                                                                     |

| Les 32 champions des championnats de jeunes | Les 32 champions des championnats de jeunes | Les 32 champions des championnats de jeunes | Les 32 champions des championnats de jeunes |
| ------------------------------------------- | ------------------------------------------- | ------------------------------------------- | ------------------------------------------- |
| Celta de Vigo                               | Sparta Prague                               | FK Dinamo Minsk                             | Viitorul Constanța                          |
| 1. FC Cologne                               | PAOK Salonique                              | Hammarby IF                                 | MŠK Žilina                                  |
| Angers SCO                                  | Dinamo Zagreb                               | Rosenborg BK                                | Olimpija Ljubljana                          |
| Tchertanovo Moscou                          | OB Odense                                   | Kaïrat Almaty                               | Győri ETO FC                                |
| Benfica Lisbonne                            | FC Bâle                                     | Górnik Zabrze                               | KF Shkëndija                                |
| KRC Genk                                    | APOEL Nicosie                               | FK Qabala                                   | Sheriff Tiraspol                            |
| Galatasaray SK                              | Étoile rouge de Belgrade                    | Maccabi Haïfa                               | Apolonia Fier                               |
| AZ Alkmaar                                  | Rangers FC                                  | Ludogorets Razgrad                          | Waterford FC                                |

### Format
Initialement, la compétition est composée d'une phase préliminaire et d'une phase finale :
- La phase préliminaire peut se diviser en trois étapes
  - Les équipes de la voie de la Ligue des champions s'affrontent au sein de 8 poules de quatre équipes, les premiers sont qualifiés pour les huitièmes de finale et les deuxièmes sont qualifiés pour les barrages.
  - Les équipes de la voie des champions s'affrontent lors deux tours à élimination directe, disputés en rencontres aller-retour. Les vainqueurs du deuxième tour sont qualifiés pour les barrages.
  - Les barrages se disputent sur un match simple, disputé sur le terrain des clubs issus de la voie des champions. Les vainqueurs sont qualifiés pour les huitièmes de finale
- La phase finale se compose de quatre tours, tous disputés en matchs simples à élimination directe : des huitièmes de finale, des quarts de finale, des demi-finales et une finale.

En raison de la pandémie de Covid-19 entraînant des difficultés d'organisation et la réticence à faire voyager des joueurs mineurs dans ce contexte, le format de la compétition est chamboulé sur décision du Comité exécutif de l'UEFA le 24 septembre 2020 : la compétition devient un tournoi à élimination directe, commençant dès les 32e de finale.
La compétition est finalement annulée le 17 février 2021 par le Comité exécutif de l'UEFA.

### Restrictions
Pour participer, les joueurs doivent être nés le 1er janvier 2002 au plus tôt, les équipes sont cependant autorisées à enregistrer un maximum de trois joueurs nés entre le 1er janvier et le 31 décembre 2001.

## Calendrier
| Nom                        | Nom                        | Tirage au sort  | Date                |                     |
| -------------------------- | -------------------------- | --------------- | ------------------- | ------------------- |
| Trente-deuxièmes de finale | Trente-deuxièmes de finale | 27 janvier 2021 | 2 et 3 mars 2021    | 2 et 3 mars 2021    |
| Seizièmes de finale        | Seizièmes de finale        | 12 mars 2021    | 6 et 7 avril 2021   | 6 et 7 avril 2021   |
| Huitièmes de finale        | Huitièmes de finale        | 12 mars 2021    | 20 et 21 avril 2021 | 20 et 21 avril 2021 |
| Quarts de finale           | Quarts de finale           | 12 mars 2021    | 4 et 5 mai 2021     | 4 et 5 mai 2021     |
| Demi-finales               | Demi-finales               | 12 mars 2021    | 17 mai 2021 à Nyon  | 17 mai 2021 à Nyon  |
| Finale                     | Finale                     | 12 mars 2021    | 20 mai 2021 à Nyon  | 20 mai 2021 à Nyon  |

## Compétition

### Trente-deuxièmes de finale
Le tirage au sort se déroule le 27 janvier 2021 à Nyon. Hormis la séparation des voies, le tirage est totalement ouvert (aucune tête de série). Les matchs devaient avoir lieu les 2 et 3 mars 2021. 
| Voie de la Ligue des Champions | Voie de la Ligue des Champions | Voie de la Ligue des Champions |
| Club                           | Score                          | Club                           |
| ------------------------------ | ------------------------------ | ------------------------------ |
| Olympiakos                     | -                              | Manchester City                |
| Inter Milan                    | -                              | Bayern Munich                  |
| Séville FC                     | -                              | Paris Saint-Germain            |
| Chakhtar Donetsk               | -                              | FC Porto                       |
| Ajax Amsterdam                 | -                              | FK Krasnodar                   |
| Manchester United              | -                              | Real Madrid                    |
| Istanbul Başakşehir FK         | -                              | Club Bruges KV                 |
| Atalanta Bergame               | -                              | RB Leipzig                     |
| Zenit Saint-Pétersbourg        | -                              | Stade rennais FC               |
| Juventus FC                    | -                              | Borussia Dortmund              |
| FC Midjtjylland                | -                              | Atlético de Madrid             |
| Chelsea FC                     | -                              | RB Salzbourg                   |
| Liverpool FC                   | -                              | Olympique de Marseille         |
| Dynamo Kiev                    | -                              | FC Barcelone                   |
| Lokomotiv Moscou               | -                              | Ferencváros TC                 |
| Borussia Mönchengladbach       | -                              | SS Lazio                       |
| Voie des Champions nationaux   |                                |                                |
| Club                           | Score                          | Club                           |
| Górnik Zabrze                  | -                              | PAOK Salonique                 |
| Olimpija Ljubljana             | -                              | Celta de Vigo                  |
| APOEL Nicosie                  | -                              | Viitorul Constanța             |
| Apolonia Fier                  | -                              | Győri ETO KC                   |
| Dinamo Zagreb                  | -                              | Rosenborg BK                   |
| Hammarby IF                    | Forfait                        | Waterford FC                   |
| Galatasaray SK                 | -                              | AZ Alkmaar                     |
| Rangers FC                     | -                              | 1. FC Cologne                  |
| Angers SCO                     | -                              | Étoile rouge de Belgrade       |
| KRC Genk                       | -                              | MŠK Žilina                     |
| Sparta Prague                  | -                              | Benfica Lisbonne               |
| FC Bâle                        | -                              | OB Odense                      |
| Sheriff Tiraspol               | -                              | Kaïrat Almaty                  |
| Tchertanovo Moscou             | -                              | Maccabi Haïfa                  |
| Dinamo Minsk                   | -                              | Ludogorets Razgrad             |
| KF Shkëndija                   | -                              | FK Qabala                      |

Le 5 février 2021, le Waterford FC annonce son retrait de la compétition. La gestion par le Gouvernement irlandais de la pandémie de Covid-19 interdisant de fait aux joueurs de s'entraîner normalement d'une part et leur impossibilité de se rendre en Suède d'autre part, font que les dirigeants du club de Waterford décident de déclarer forfait pour leur match du 2 mars contre Hammarby IF.
Le 17 février 2021, l'UEFA annonce l'abandon de la compétition.

### Seizièmes de finale
Les matchs devaient avoir lieu les 6 et 7 avril 2021.

### Huitièmes de finale
Les matchs devaient avoir lieu les 20 et 21 avril 2021.

### Quarts de finale
Les matchs devaient avoir lieu les 4 et 5 mai 2021.

### Demi-finales
Les matchs devaient avoir lieu le 17 mai 2021 au centre sportif de Colovray à Nyon.

### Finale
La finale devait se jouer le 20 mai 2021 au centre sportif de Colovray à Nyon.

## Nombre d'équipes par association et par tour
| Association       |       | Trente-deuxièmes de finale                             | Seizièmes de finale | Huitièmes de finale | Quarts de finale | Demi-finales | Finale |
| ----------------- | ----- | ------------------------------------------------------ | ------------------- | ------------------- | ---------------- | ------------ | ------ |
| Espagne           |       | 5 Atletico, Barcelone, Real, Séville, Vigo             |                     |                     |                  |              |        |
| Angleterre        |       | 4 Chelsea, Liverpool, Man. City, Man. Utd              |                     |                     |                  |              |        |
| Italie            |       | 4 Atalanta, Inter, Juventus, Lazio                     |                     |                     |                  |              |        |
| Allemagne         |       | 5 Cologne, Dortmund, Leipzig, Mönchengladbach, Munich  |                     |                     |                  |              |        |
| France            |       | 4 Angers, Marseille, Paris, Rennes                     |                     |                     |                  |              |        |
| Russie            |       | 4 Lokomotiv, Saint-Pétersbourg, Krasnodar, Tchertanovo |                     |                     |                  |              |        |
| Portugal          |       | 2 Benfica, Porto                                       |                     |                     |                  |              |        |
| Belgique          |       | 2 Bruges, Genk                                         |                     |                     |                  |              |        |
| Ukraine           |       | 2 Donetsk, Kiev                                        |                     |                     |                  |              |        |
| Turquie           |       | 2 Başakşehir, Galatasaray                              |                     |                     |                  |              |        |
| Pays-Bas          |       | 2 Ajax, Alkmaar                                        |                     |                     |                  |              |        |
| Autriche          |       | 1 Salzbourg                                            |                     |                     |                  |              |        |
| Tchéquie          |       | 1 Prague                                               |                     |                     |                  |              |        |
| Grèce             |       | 2 Olympiakos, Paok                                     |                     |                     |                  |              |        |
| Croatie           |       | 1 Zagreb                                               |                     |                     |                  |              |        |
| Danemark          |       | 2 Midtjylland, Odense                                  |                     |                     |                  |              |        |
| Suisse            |       | 1 Bâle                                                 |                     |                     |                  |              |        |
| Chypre            |       | 1 Nicosie                                              |                     |                     |                  |              |        |
| Serbie            |       | 1 Belgrade                                             |                     |                     |                  |              |        |
| Écosse            |       | 1 Rangers                                              |                     |                     |                  |              |        |
| Biélorussie       |       | 1 Minsk                                                |                     |                     |                  |              |        |
| Suède             |       | 1 Hammarby                                             |                     |                     |                  |              |        |
| Norvège           |       | 1 Rossenborg                                           |                     |                     |                  |              |        |
| Kazakhstan        |       | 1 Almaty                                               |                     |                     |                  |              |        |
| Pologne           |       | 1 Zabrze                                               |                     |                     |                  |              |        |
| Azerbaïdjan       |       | 1 Qabala                                               |                     |                     |                  |              |        |
| Israël            |       | 1 Haïfa                                                |                     |                     |                  |              |        |
| Bulgarie          |       | 1 Ludogorets                                           |                     |                     |                  |              |        |
| Roumanie          |       | 1 Constanța                                            |                     |                     |                  |              |        |
| Slovaquie         |       | 1 Žilina                                               |                     |                     |                  |              |        |
| Slovénie          |       | 1 Ljubljana                                            |                     |                     |                  |              |        |
| Hongrie           |       | 2 Ferencváros, Győri                                   |                     |                     |                  |              |        |
| Macédoine du Nord |       | 1 Shkëndija                                            |                     |                     |                  |              |        |
| Moldavie          |       | 1 Tiraspol                                             |                     |                     |                  |              |        |
| Albanie           |       | 1 Fier                                                 |                     |                     |                  |              |        |
| Irlande           |       | 1 Waterford                                            |                     |                     |                  |              |        |
| Total             | Total | 64                                                     | 32                  | 16                  | 8                | 4            | 2      |